# Hexatoma lessepsi
Hexatoma lessepsi är en tvåvingeart som först beskrevs av Osten Sacken 1886.  Hexatoma lessepsi ingår i släktet Hexatoma och familjen småharkrankar.
Artens utbredningsområde är Panama. Inga underarter finns listade i Catalogue of Life.